# Station Zarzecze
Station Zarzecze is een spoorwegstation in de Poolse plaats Zarzecze.